# Карп, Меер Львович
Меер Львович Карп (13 сентября 1895 — 30 июля 1968) — советский генетик  и педагог, библиограф, переводчик.

## Биография
Родился в 1895 году в семье купца Лейба Залмановича (Льва Захаровича) Карпа (1871—1934) и Маси (Марии) Абрамовны Карп (1873—1949), вырос в Киеве. В начале 1920-х годов два года провёл в подмандатной Палестине; вернувшись в СССР в 1924 году, был учителем математики в Умани, Бершади и в еврейской коммуне Войо-Нова в Крыму. В 1930 году переехал в Москву, где окончил Сельскохозяйственную академию имени К. А. Тимирязева, затем аспирантуру по генетике на кафедре генетики и селекции биологического факультета Московского университета под руководством А. С. Серебровского. 
После защиты кандидатской диссертации в 1935 году работал в Институте животноводства, затем в Институте генетики, которым руководил Н. И. Вавилов. Через год после ареста Н. И. Вавилова стал научным сотрудником Института ботаники АН УССР в Киеве (1941). В начале Великой Отечественной войны вместе с институтом эвакуировался в Уфу.
После войны вернулся в Москву, но в результате разгрома генетики в 1948 году был обвинён в вейсманизме-морганизме, лишился работы и переведён в Ленинград, где стал старшим научным сотрудником Ленинградского ботанического института АН СССР.
Был арестован в январе 1953 года по обвинению в сионизме (годом раньше был арестован и его брат Иосиф Карп, 1901—1971), в 1953—1956 годах находился в заключении в Тайшете. После освобождения жил на Карельском перешейке, потом в Подмосковье.
Основные научные труды посвящены генетической теории селекции, практическим аспектам селекции кок-сагыза и кукурузы. Выявил значения генотипических характеристик родителей в определении результатов положительного или отрицательного действия инцухта, разработал способы устранения негативных эффектов инцухта при селекции и восстановления гетерозиса инцухтированных особей.
Автор библиографических книг «Великие русские естествоиспытатели» (серия выпусков с рекомендательным указателем литературы, М.: Библиотека имени Ленина, 1946—1950) и «Академик И. П. Павлов, 1849—1936» (рекомендательный указатель литературы. М.: Библиотека имени Ленина, 1946). Перевёл с идиша (1948) части текстов погибшего участника восстания членов зондеркоманды в Освенциме Залмана Градовского (1948). Этот перевод сохранился в Военно-медицинском музее в Санкт-Петербурге и был опубликован в 2008 году и в книжной форме в 2010 году.

## Семья
- Жена — Этель (Этя) Соломоновна Нухимс (1898—1977), библиотекарь[18].
  - Сын — Поэль Меерович Карп, поэт, балетовед, историк, переводчик[19].
    - Внучка — Мария Карп, журналист и переводчик.
    - Внук — Александр Карп (род. 1959), профессор математического образования в Колумбийском университете[20], автор учебных пособий по математике для средней школы.

## Публикации
- В. С. Бердичевская, Ф. Я. Зимовский, М. Л. Карп. Естествознание: Рекомендательный указатель литературы для бесед и лекций. М: Государственная библиотека СССР имени В. И. Ленина, 1947. — 89 с.
- Залман Градовский. Письмо к потомкам. Дорога в ад. Пер. с идиша Меер Карп и Александра Полян. Звезда, № 7, 2008.